# An Najafstadion
An Najaf Stadion is een multifunctioneel stadion in de Iraakse stad Najaf, waar voornamelijk voetbalwedstrijden worden gespeeld. Het is de thuisbasis van Najaf FC.
Het stadion heeft een capaciteit van 12.000 toeschouwers.